# Benhamyia alpina
Benhamyia alpina är en tvåvingeart som först beskrevs av Frederick Wollaston Hutton 1901.  Benhamyia alpina ingår i släktet Benhamyia och familjen vapenflugor. Inga underarter finns listade i Catalogue of Life.